# 弗朗茨·博梅

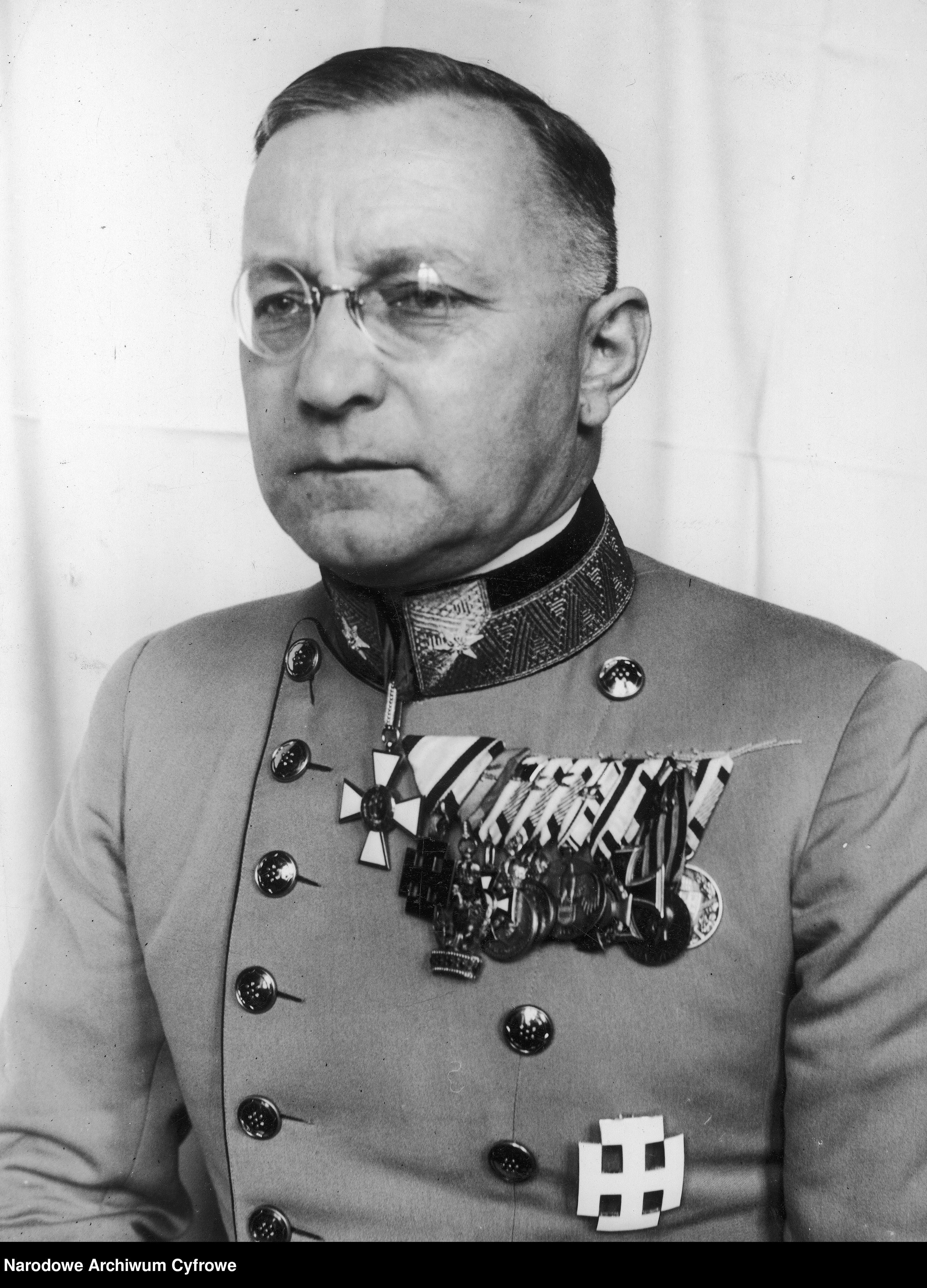
弗朗茨·博梅

弗朗茨·弗里德里希·博梅（Franz Friedrich Böhme，1885年4月15日—1947年5月29日）是一位陆军军官，曾先后服役于奥匈帝国陆军、奥地利陆军以及德国国防军陆军。在德军中，他在二战期间晋升为将官，曾任陆军第18軍军长、希特勒的驻巴尔干全权总司令（Bevollmächtigter Kommandierender General）以及德占挪威总司令。战后，博梅被交给美方关押，他被指控屠杀上千名塞尔维亚平民。他最终在狱中自杀。